# Triptofano deidrogenasi
La triptofano deidrogenasi è un enzima appartenente alla classe delle ossidoreduttasi, che catalizza la seguente reazione:
L-triptofano + NAD(P)+ + H2O ⇄ (indol-3-il)piruvato + NH3 + NAD(P)H + H+
L'enzima è attivato dal Ca2+.